# Palythoa caesia
Palythoa caesia är en korallart som beskrevs av James Dwight Dana 1848. Palythoa caesia ingår i släktet Palythoa och familjen Zoanthidae. Inga underarter finns listade i Catalogue of Life.